# Volo Vietnam Airlines 474
Il volo Vietnam Airlines 474 si schiantò durante l'avvicinamento all'aeroporto di Nha Trang il 14 novembre 1992 durante il ciclone Forrest. L'aereo era uno Yakovlev Yak-40 registrato come VN-A449, un aereo di linea trimotore costruito in Unione Sovietica nel 1976. Al disastro sopravvisse soltanto una passeggera, mentre gli altri 24 passeggeri e sei membri dell'equipaggio rimasero uccisi.

## L'incidente
L'aereo era un volo di linea nazionale partito dall'aeroporto internazionale di Tan Son Nhat a quello di Nha Trang. Durante l'avvicinamento all'aeroporto di Nha Trang, nel mezzo del maltempo scatenato dal ciclone, scese al di sotto dell'altitudine di sicurezza e colpì gli alberi lungo un crinale, finendo per distruggersi a terra nel conseguente schianto. I soccorritori impiegarono otto giorni per trovare il relitto dell'aereo, ma una passeggera si era salvata.

### L'unica sopravvissuta
Annette Herfkens fu l'unica superstite allo schianto. Resistette otto giorni, nonostante le molteplici ferite riportate, e si sostenne solo con l'acqua piovana. Altri passeggeri erano ancora vivi dopo l'impatto iniziale, ma morirono prima dell'arrivo dei soccorsi. Il fidanzato della Herfkens, che stava viaggiando assieme a lei, morì sul colpo al momento dell'impatto.
Nel 2014 Annette Herfkens pubblica il libro di memorie che racconta la sua terribile esperienza: Turbulence: A True Story of Survival. Ricevette "...grandi applausi dal [suo] pubblico ..." e un riconoscimento da parte di Deepak Chopra, Kirkus Reviews e altri autori.
Herfkens scrive e parla dei guadagni che derivano dalle perdite. Nove anni dopo l'incidente, a suo figlio fu diagnosticato l'autismo; ora lavora anche con i genitori di altri bambini autistici. Annette vive a New York con la sua famiglia, ed è la sorella della diplomatica olandese Eveline Herfkens.

## Morti e conseguenze correlate
Il 22 novembre 1992 un Mil Mi-8 dell'esercito vietnamita partì da Hanoi con a bordo i soccorritori per il volo 474, ma lo stesso giorno si schiantò vicino al monte Ô Kha. Perirono tutte le sette le persone a bordo.
Quasi un anno dopo l'incidente, i famigliari delle vittime originarie del Regno Unito chiesero un'indagine accurata dopo aver ricevuto la notizia che i corpi erano stati restituiti alle famiglie sbagliate.